# Prussia reale
Il Regno di Prussia (in tedesco: Königliches Preußen, in polacco: Prusy Królewskie) era uno stato autonomo che fu governato in unione personale dal re di Polonia tra il 1466 e il 1569. Dal 1569 al 1772 fu una regione autonoma della Confederazione polacco-lituana. La Prussia Reale includeva la Pomerania Orientale, la Terra di Chełmno, il voivodato di Malbork, Danzica, Elbląg (Elbing), e Toruń (Thorn).

## Storia

### Guerra dei tredici anni
Durante la guerra dei tredici anni la Confederazione prussiana, con in testa le città di Danzica, Elbląg, e Toruń (Thorn), e la popolazione della Terra di Chełmno (Kulmerland), nel febbraio 1454 chiesero l'aiuto dei polacchi contro il governo dell'Ordine Teutonico. La ribellione incluse anche grandi città della parte orientale delle terre dell'Ordine, come Kneiphof (Knipawa) e parte di Königsberg (Królewiec). La guerra terminò nell'ottobre del 1466 con la pace di Toruń, che fece cedere alla Polonia le terre della metà occidentale della Prussia, incluse la Pomerania Orientale (Pomerelia), Elbląg, Malbork (Marienburg), e Chełmno (Kulm).

### Regno di Polonia
Il Vescovado di Varmia aveva reclamato lo status di Principato-Vescovado imperiale dato da Carlo IV e continuò a difendere il suo status fino alla fine del Sacro Romano Impero nel 1806.
La parte orientale della Prussia rimase sotto il controllo dell'Ordine e dei suoi successori, divenendo il Ducato di Prussia nel 1525, quando il Gran Maestro dell'Ordine Alberto di Prussia adottò il luteranesimo e secolarizzò le terre. Nel 1618 il Ducato di Prussia fu ereditato da Giovanni Sigismondo, principe elettore del Brandeburgo. Fino al 1657 i governatori del Brandeburgo dovettero promettere l'alleanza alla corona polacca, ma dal 19 settembre 1657, con il trattato di Wehlau, il Brandeburgo acquistò la sovranità sulla regione.
Fino al 1569, con l'Unione di Lublino, la Prussia Reale godette di una sostanziale autonomia all'interno della Polonia: aveva la propria dieta, la propria amministrazione delle finanze, una valuta e un esercito. Era governata da un consiglio, subordinato al re polacco, i cui membri erano scelti tra i signori locali o tra i cittadini più abbienti.

### La Confederazione Polacco-Lituana
Nel 1569, a seguito dell'Unione di Lublino, la sua autonomia fu abolita e la regione fu unita alla corona polacca. Gli elettori prussiani diventarono senatori e rappresentanti nel Parlamento (Sejm) polacco.

### Le spartizioni
Durante la prima (1772) e la seconda (1793) spartizione della Polonia la Prussia Reale fu gradualmente annessa al Regno di Prussia.